# Compsoptera punctata
Compsoptera punctata är en fjärilsart som beskrevs av Okano 1960. Compsoptera punctata ingår i släktet Compsoptera och familjen mätare. Inga underarter finns listade i Catalogue of Life.